# Ludwig Wrede
Ludwig Wrede (n. 28 octombrie 1894 – d. 1 ianuarie 1965) a fost un patinator artistic ce a reprezentat Austria, medaliat olimpic. A participat la o ediție a Jocurilor Olimpice (1928) în care a câștigat o medalie de bronz.